# Tigre-de-bali
O tigre-de-bali (Panthera tigris sondaica) é uma população extinta de tigres que vivia na ilha indonésia de Bali.
Os resultados da análise do mtDNA de 23 amostras de tigres de coleções de museus indicam que os tigres colonizaram as Ilhas Sunda durante o último período glacial, 11.000 a 12.000 anos atrás. Em Bali, os últimos indivíduos foram registrados no final da década de 1930, embora alguns animais provavelmente tenham sobrevivido até a década de 1940 e, possivelmente, na década de 1950. A população foi extinta por causa da conversão do habitat e da caça. 
Nomes balineses para este tigre são harimau Bali e samong. 

## Características
O tigre-de-bali foi descrito como o menor tigre nas ilhas Sunda. No século XX apenas sete peles e crânios de tigres-de-bali eram conhecidos por serem preservados em colecções de museus. A característica comum desses crânios é o plano occipital estreito, que é análogo à forma dos crânios de tigre de Java. As peles dos machos medidas entre os pinos são de 220 a 230 cm (87 a 91 polegadas) de comprimento da cabeça ao final da cauda; as das fêmeas de 190 a 210 cm (75 a 83 in). O peso dos machos variou de 90 a 100 kg (200 a 220 lb) e o das fêmeas de 65 a 80 kg (143 a 176 lb).

## Ecologia
Os tigres-de-bali predavam a maioria dos mamíferos em seu habitat. suas principais presas eram o javali, algumas espécies de veados, lagartos monitor, macacos, e possivelmente o banteg (Bos javanicus) uma espécie de bovídeo selvagem que está atualmente extinto na ilha. Os únicos predadores conhecidos dos tigres-de-bali eram os seres humanos.

## Reprodução
O tigre-de-bali tinha um período de gestação que durava aproximadamente cerca de 14 a 15 semanas. As fêmeas davam a luz a uma ninhada de dois a três filhotes. Os bebês nasciam cegos e desamparados e eram desmamados por volta dos 6 meses ou 1 ano de idade, tornando se totalmente independentes com 18 ou 24 meses de idade, e viviam de 8 a 10 anos.